# Lijst van Eurocommissarissen voor Ontwikkelingssamenwerking
De functie van Europees commissaris voor Ontwikkelingssamenwerking is een van de oudste nog bestaande functies binnen de Europese Commissie. De functie was al vertegenwoordigd bij de eerste commissie in 1958. Door de jaren heen heeft de functie diverse benamingen gekend. In de Commissie-Von der Leyen (2019-2024) was geen afzonderlijke commissaris voor Ontwikkelingssamenwerking opgenomen.

## Voormalige benamingen
- Relaties met Overzeese Gebieden (1958-62)
- Relaties met ontwikkelingslanden (1962-67)
- Relaties met geassocieerde landen (1967-70)
- Ontwikkelingssamenwerking (1970-2019)
- Noodhulp, ontwikkelingssamenwerking, grondrechten (2019-)

## Commissarissen
|  | Naam                 | Lidstaat   | Nationale partij | Periode   | Commissies           |
|  | -------------------- | ---------- | ---------------- | --------- | -------------------- |
|  | Robert Lemaignen     | Frankrijk  | Onafhankelijk    | 1958-1962 | Hallstein I          |
|  | Henri Rochereau      | Frankrijk  | Onafhankelijk    | 1962-1970 | Hallstein II Rey     |
|  | Jean-Francois Deniau | Frankrijk  | UDF              | 1970-1973 | Malfatti Mansholt    |
|  | Claude Cheysson      | Frankrijk  | PS               | 1973-1981 | Ortoli Jenkins Thorn |
|  | Edgard Pisani        | Frankrijk  | PS               | 1981-1985 | Thorn                |
|  | Lorenzo Natali       | Italië     | DC               | 1985-1989 | Delors I             |
|  | Manuel Marín         | Spanje     | PSOE             | 1989-1995 | Delors II Delors III |
|  | Emma Bonino          | Italië     | RI               | 1995-1999 | Santer               |
|  | Poul Nielson         | Denemarken | SD               | 1999-2004 | Prodi                |
|  | Louis Michel         | België     | MR               | 2004-2009 | Barroso I            |
|  | Karel De Gucht       | België     | OVLD             | 2009-2010 | Barroso I            |
|  | Andris Piebalgs      | Letland    | LC               | 2010-2014 | Barroso II           |
|  | Neven Mimica         | Kroatië    | SPH              | 2014-2019 | Juncker              |